# Prionus gahani
Prionus gahani är en skalbaggsart som beskrevs av Auguste Lameere 1912. Prionus gahani ingår i släktet Prionus och familjen långhorningar. Inga underarter finns listade i Catalogue of Life.